# (17314) Aisakos
(17314) Aisakos ist ein Asteroid aus der Gruppe der Jupiter-Trojaner. Damit werden Asteroiden bezeichnet, die auf den Lagrange-Punkten auf der Bahn des Jupiter um die Sonne laufen.
(17314) Aisakos wurde am 25. März 1971 von den niederländischen Astronomen Cornelis Johannes van Houten, Ingrid van Houten-Groeneveld und Tom Gehrels am Palomar-Observatorium entdeckt. Er ist dem Lagrangepunkt L5 zugeordnet.
Der Asteroid ist nach dem mythologischen trojanischen Seher Aisakos benannt.